# Death Grips

Death Grips este o trupă americană de hip hop experimental, formată în 2010 în Sacramento, California. Grupul este format din MC Ride (voce, versuri), Zach Hill (baterie, producție) și Andy Morin (inginer audio, producție). Chiar dacă nu este liderul trupei, Hill a fost considerat forța creativă din spatele proiectului. Sunetul lor, combinat cu stilul muzical agresiv al lui Ride, îmbină stiluri de punk rock, electronic, noise și industrial.
Trupa a lansat mixtape-ul Exmilitary în aprilie 2011 și albumul de studio de debut, The Money Store, aproape exact un an mai târziu; ambele au fost apreciate de critici. La scurt timp după ce au semnat cu Epic Records în 2012, grupul a dezvăluit cel de-al doilea album, No Love Deep Web, cu descărcare gratuită, încălcând contractul, și au fost dați afară din casa de discuri. Și-au lansat al treilea album, Government Plates, în 2013. În urma încălcării mai multor angajamente legate de spectacole, grupul și-a anunțat desființarea în iulie 2014, împreună cu lansarea celui de-al patrulea album The Powers That B. Cu toate acestea, în martie 2015, grupul a dezvăluit că s-ar putea să mai facă muzică și mai târziu au anunțat un turneu mondial.
În 2015, Death Grips a anunțat al cincilea album de studio, Bottomless Pit, care a fost lansat în mai 2016. Al șaselea album de studio, Year of the Snitch, a fost lansat în iunie 2018. Cel de-al patrulea lor EP, Gmail and the Restraining Orders, a fost lansat în iunie 2019 cu ocazia aniversării de 30 de ani a casei de discuri Warp Records.

## Membri
- MC Ride – voce, versuri
- Zach Hill – baterie, baterie electronică, producție
- Andy Morin – chitară bas, inginerie audio, producție

## Discografie

### Albume de studio
- The Money Store (2012)
- No Love Deep Web (2012)
- Government Plates (2013)
- The Powers That B (2015)
- Bottomless Pit (2016)
- Year of the Snitch (2018)

### Mixtape-uri
- Exmilitary (2011)

### Alte lansări
- Death Grips (EP) (2011)
- Live from Death Valley (2011)
- Fashion Week (album) (2015)
- Interview 2016 (2016)
- Steroids (Crouching Tiger Hidden Gabber Megamix) (2017)
- Gmail and the Restraining Orders (2019)